# 승부의 신
〈승부의 신〉은 《일밤》에서 방송했던 코너이다. 2012년 8월 19일부터 2012년 11월 25일까지 방영되었던 버라이어티 프로그램이다.

## 개요

### ’하하 vs 홍철’
본 프로그램의 모티브가 됐던 ’하하 VS 홍철’은 2011년 말 하하와 노홍철 간의 장난으로 시작된 다툼(?)이 상호 트위터를 통해 대결 제안으로 번지게 된 하하와 노홍철의 자존심 배틀로서, 《무한도전》에서 285회부터 288회까지 방송되었다. 대결 날짜는 2012년 1월 19일으로 결정하였고, 장소는 서울 잠실학생체육관에 마련하였으며 대결 종목은 자유투, 닭싸움, 알까기, 동전 줍기 등 9가지 종목에 걸쳐 승부를 가리게 하였다. 이 과정에서 1만2000여명의 시청자가 둘의 대결을 보기 위해 관람을 신청해 화제가 되었으며 이중 추첨을 통해 입장한 3450명의 관객이 하하와 홍철의 대결을 지켜보고자 평일 오전부터 잠실학생체육관을 찾아와 하하와 노홍철을 놀라게 만들었다.
첫 방송 직후 하하는 자신의 트위터에 "하... 아직도 떨리네요. 정말 미춰버뤼겠눼. 그날 와주신 모든분들 진심으로 여러분의 발걸음에 감사드리고 죄송스럽네요. 감사해요. 다음주 하하 vs 홍철, 감동과 스릴 넘치는 경기 끝까지 지켜봐 주세요. 무한!"이라는 글을 게재했다. 이를 본 누리꾼들은 "왜 미안하지? 혹시 패배했나?" "오늘 하하 홍철 대결 정말 즐거웠다" "올림픽 월드컵도 따라올 수 없는 긴장감" "역시 '무한도전'이다" 등의 반응을 보였다. 하지만 286회에서 하하가 4연승하고 노홍철은 4연패을 해 눈길을 끌었다. 특히 노홍철이 필승할거라 예상했던 '캔뚜껑 따기' 종목에서 예상을 뒤엎고 하하가 승리를 거머쥐자 반전은 곧 경악으로 이어졌다.
이후 1월 30일 시작된 MBC 노조 총파업의 영향으로 2월 4일부터 7월 14일까지 24주 동안 방송이 잠시 중단되었다. 그러다가 7월 18일 파업을 멈추면서 다시 방송을 시작하게 되었다. 이어진 288회 방송에서 6:3으로 하하가 승리함으로써, 홍철이 한달동안 하하에게 형님이라는 호칭을 들어야 했다. 하지만 MBC 노조 총파업의 여파로 장기 결방되는 바람에 하하가 '무한도전' 내에서 형이라 불릴 수 있는 시간은 모두 날려버리게 되었다. 이에 대해 '무한도전' 재개 이후 하하와 노홍철은 형-동생 기간 문제를 놓고 토론을 펼쳤다. 하하의 경우 "형 동생 기간은 공식적인 '형님 취임식'을 진행한 날 부터다"라고 주장했고 노홍철의 경우 "대결 직후부터 형이라 모셨던 시간들은 어떡하냐"라고 말했다. 해당 사안에 대하여 제작진은 "’무한도전’ 공식 홈페이지를 통해 하하 vs 홍철 형-동생 논란 종지부를 찍기 위한 시청자 투표를 통해 결정할 것"이라고 밝혔다. 얼마 후 시청자 투표 결과 26017명이 참여하여 참여자의 87%가 하하 입장을 선택해서 하하의 주장대로 하게 되었다.
하하 VS 홍철 대결 종목
- 하하 VS 홍철 전적
  - 하하 : 6승 3패
  - 노홍철 : 3승 6패

| 라운드  | 종목             | 스코어 | 승리자 |
| ------- | ---------------- | ------ | ------ |
| 1라운드 | 자유투(프리스로) | 1:0    | 하하   |
| 2라운드 | 음료수 캔따기    | 2:0    | 하하   |
| 3라운드 | 날아오는 공 받기 | 8:5    | 하하   |
| 4라운드 | 닭싸움           | 2:1    | 하하   |
| 5라운드 | 간지럼 참기      | 0:2    | 노홍철 |
| 6라운드 | 책 펼치기        | 17:2   | 하하   |
| 7라운드 | 제작진 퀴즈      | 2:1    | 하하   |
| 8라운드 | 알까기           | 0:2    | 노홍철 |
| 9라운드 | 동전 줍기        | 0:2    | 노홍철 |

### ’승부의 신’
한편 이 빅매치 특집은 해당 문서의 프로그램인 "승부의 신"이라는 일밤 코너를 통해 새로운 모습으로 방영되었으나 저조한 시청률로 3개월 만에 종영되었다.

## 게임 형식

### 제 1기
승부의 신은 녹화를 2012년 4월 14일에 하고, 방송은 5월 중에 한다고 했으나, 노조파업으로 인해 한동안 녹화가 없었고 방송도 계속 연기되다가, 2012년 8월 19일에 첫방송을 시작하였다. 방식은 무한도전에서 했던 ’하하 vs 홍철’과 비슷하게 관객들이 이길 것 같은 쪽으로 이동하는 형식으로서, 중간에 틀린 사람들은 퇴장하게 되며, 최후까지 살아남는 사람들에게는 자동차나 소정의 상품이 증정되었다. 그러나, 무한도전 ‘하하 vs 홍철’ 대결을 차용한 아이디어는 별다른 인기를 얻지 못했으며, 시청률도 타 경쟁 프로에 밀리게 되자 2012년 10월 28일 방송분부터는 시청자 관객단 형식을 폐지하고 팀대결로 바꿔서 분위기 반전을 꾀하게 된다.

### 제 2기
제 2기는 런닝맨처럼 청팀, 홍팀으로 나누어서 경기를 하게 되었다. 형식은 마술의 신, 추리의 신, 운명의 신 등 다양한 대결을 펼쳐서 승자를 가리는 형식이었다. 그러나 별다른 인기를 얻지 못하고 2012년 11월 25일 방송을 끝으로 종영되었다.

## 에피소드
| 회차  | 방송일                 | 출연자                                                         |
| ----- | ---------------------- | -------------------------------------------------------------- |
| 1~2   | 2012.08.19, 2012.08.26 | 김수로 vs 탁재훈                                               |
| 3~4   | 2012.09.02, 2012.09.09 | 2PM vs 신화                                                    |
| 5~6   | 2012.09.16, 2012.09.23 | 군통령쟁탈전 ’시크릿 vs 카라, 솔비’                            |
| 7~8   | 2012.09.30, 2012.10.07 | 명배우 열전 (이종혁, 한상진, 한그루 vs 이제훈, 강예원, 김윤혜) |
| 9~10  | 2012.10.14, 2012.10.21 | 동방신기 vs UV                                                 |
| 11~12 | 2012.10.28, 2012.11.04 | 장우혁, 뮤지, 지상렬, 소유, 보라                               |
| 13~14 | 2012.11.11, 2012.11.18 | 아이유, 권오중                                                 |
| 15    | 2012.11.25             | 황광희                                                         |

## 승부의 신 역대 경기 결과

### 제 1~2회:김수로vs탁재훈
- 관객방청단: 900명

| 라운드 | 경기 종목              | 승리자                                          |
| ------ | ---------------------- | ----------------------------------------------- |
| 1      | 쌍절곤으로 촛불끄기    | 김수로 (47:45) (584명 생존, 316명 탈락)         |
| 2      | 쟁반 멈추기            | 탁재훈 (150cm : 160cm) (125명 생존, 359명 탈락) |
| 3      | 30초 줄넘기            | 김수로 (96:74) (104명 생존, 21명 탈락)          |
| 4      | 농구 골대에 골 넣기    | 탁재훈                                          |
| 5      | 5색 포켓볼             | 김수로 (11명 생존, 45명 탈락)                   |
| 6      | 숟가락 병 따기         | 탁재훈 (23.12초: 27.10초) (10명 생존, 1명 탈락) |
| 7      | 철봉씨름               | 김수로 (9명 생존, 1명 탈락)                     |
| 8      | 지폐액수 맞추기(128장) | 탁재훈 (124:140) (4명 생존, 5명 탈락)           |
| 9      | 손바닥 밀치기          | 김수로 (2명 생존, 2명 탈락)                     |
| 10     | 컵 놓는 용만이         | 김수로                                          |
| 최종   | 6:4                    | 김수로                                          |

- 김수로가 승리하면서, 탁재훈은 김수로의 소원대로 그의 영화에 무보수로 출연하기로 결정했다.

### 제 3~4회:신화vs2PM
- 관객 참여단: 3000명

| 라운드 | 경기 종목                  | 승리팀                      |
| ------ | -------------------------- | --------------------------- |
| 1      | 쌍절곤으로 촛불끄기        | 2PM                         |
| 2      | 입으로 종이 옮기기         | 신화                        |
| 3      | 철봉 멀리뛰기              | 신화 (최고기록:전진 343cm)  |
| 4      | 팔씨름                     | 2PM                         |
| 5      | 숟가락 병 따기             | 2PM (최고기록:찬성 10초 08) |
| 6      | 손바닥 밀치기              | 2PM                         |
| 7      | 엉덩이로 젓가락 부러뜨리기 | 2PM (최고기록: 준호 28개)   |
| 8      | 헤머머신 점수 높게 나오기  | 신화                        |
| 9      | 컵 놓는 용만이             | 신화                        |
| 최종   | 5:4                        | 2PM                         |

- 참고로, 남은 2경기는 시간 관계상 경기 결과만을 짤막하게 보여주었다. 우승한 2pm의 약속에 따라 신화는 2pm 팬들에게 1000인분의 도시락을 제공하기로 했다.

### 제 5~6회:시크릿vs카라
- 군인참여단으로 이루어졌으며, 우승한 장병에게는 포상 휴가가 주어졌다.

| 라운드 | 경기 종목          | 승리팀          |
| ------ | ------------------ | --------------- |
| 1      | 매력발산 댄스 대결 | 시크릿(335:269) |
| 2      | 철봉 오래 매달리기 | 카라            |
| 3      | 앉았다 일어나기    | 카라            |
| 4      | 림보대결           | 시크릿          |
| 5      | 팔씨름             | 카라            |
| 6      | 3:3 씨름           | 시크릿          |
| 7      | 컵 놓는 용만이     | 시크릿          |
| 최종   | 4:3                | 시크릿          |

- 최종 우승한 3명의 장병들에게는 선물 교환권과 휴가증이 주어졌다.

### 제 7~8회: 배우혈전 (이종혁,한상진,한그루vs이제훈,강예원,김윤혜)
| 라운드 | 경기종목                                                     | 승리팀 |
| ------ | ------------------------------------------------------------ | ------ |
| 1      | 강속구 대결                                                  | 청팀   |
| 2      | 손바닥 밀치기                                                | 홍팀   |
| 3      | 이상형 대결                                                  | 홍팀   |
| 4      | 다리 묶고 달리기                                             | 청팀   |
| 5      | 2색 승부차기 (자기 팀 색깔의 합판을 많이 깨뜨리는 팀이 승리) | 홍팀   |
| 6      | 연기대결 (꿀 송편을 먹은 사람 찾기, 물이 든 주전자 찾기)     | 홍팀   |
| 7      | 여자 철봉 대결                                               | 청팀   |
| 8      | 그림 놓는 용만이 (20개의 그림 중 같은 그림 10쌍 찾기)        | 청팀   |
| 최종   | 4:4                                                          | 무승부 |

양팀 무승부로, 양팀의 벌칙 제안은 무효가 되었고 우승자에게는 장학금이 지급되었다.

### 제 9~10회:동방신기vsUV
관객 참여수:1500명
| 라운드 | 경기종목                  | 우승팀         |
| ------ | ------------------------- | -------------- |
| 1      | 레일 2색 자유투           | 동방신기 (4:3) |
| 2      | 눈물 빨리 흘리기          | 동방신기       |
| 3      | 철봉 배틀                 | UV             |
| 4      | 인기투표                  | 동방신기       |
| 5      | 온몸 날려 촛불 끄기       | UV             |
| 6      | 국보 이름 맞추기          | 동방신기       |
| 7      | 멤버 안고 앉았다 일어서기 | UV             |
| 8      | 컵 놓는 용만이            | 동방신기       |
| 최종   | 5:3                       | 동방신기       |

- 최종 승리한 동방신기에게 UV 팀은 그 날 동방신기의 일일 매니저로 활동하는 벌칙을 받았다. 이번 대결의 경우 관객단에서의 우승자는 없었다.

### 제 11~12회
- 이 때부터는 관객 방청단 제도가 폐지되고 청팀과 홍팀으로 나누어서 각 분야별 경기를 펼치는 형식으로 바뀌었다.

| 라운드 | 분야 | 승리팀                    |
| ------ | --- | ------------------------- |
| 1      | 마술의 신 (이은결의 마술트릭 알아내기)                                                                                         | 홍팀 (5:0)                |
| 2      | 근육의 신 (3.5톤 트럭 끌기) | 홍팀 (47.50초 vs 56.81초) |
| 3      | 운명의 신 (쟁반 맞추기) | 청팀                      |
| 4      | 동물의 신 (견공 보물찾기) | 청팀                      |
| 5      | 추리의 신-이태혁 (이태혁이 9명 중에서 진짜 1억 반지 케이스를 가지고 있는 사람 찾기, 본격 대결: 녹차 아이스크림 먹은 사람 찾기) | 홍팀                      |
| 최종   | 3:2 | 홍팀                      |

- 벌칙 수행: 씨스타의 <나 혼자> 춤을 대학로 연극 무대에서 추기

### 제 13~14회
| 라운드 | 분야 | 승리팀 |
| ------ | --- | ------ |
| 1      | 마술의 신 (이은결의 마술 트릭 맞추기)                                                                     | 홍팀   |
| 2      | 근육의 신 (3종 줄다리기 대결)                                                                             | 홍팀   |
| 3      | 최면의 신-설기문 교수 (최면상태에서 레몬 많이 먹기)                                                       | 청팀   |
| 4      | 운명의 신-휴보 (운명의 쟁반)                                                                              | 홍팀   |
| 5      | 균형의 신 (평균대 베개 싸움)                                                                              | 청팀   |
| 6      | 추리의 신 (진짜 애장품을 가져온 사람 찾기, 1분 간 물속에서 숨 참은 사람 찾기, 진짜 음악을 듣은 사람 찾기) | 청팀   |
| 최종   | 4:2 | 홍팀   |

- 벌칙 수행: 명동 한복판에서 꽃게 탈 쓰고 꽃게찜 먹기

### 제 15회 (마지막회)
| 라운드 | 분야                                  | 승리팀 |
| ------ | ------------------------------------- | ------ |
| 1      | 마술의 신 (이은결의 마술 트릭 맞추기) | 무승부 |
| 2      | 근육의 신 (숀리를 이겨라, 꼬리잡기)   | 청팀   |
| 3      | 운명의 신-휴보 (운명의 쟁반)          | 홍팀   |
| 4      | 운명의 신-휴보 (운명의 쟁반 연장전)   | 홍팀   |
| 최종   | 2:1                                   | 홍팀   |

- 원래 1:1 무승부였는데, 1승도 못해본 탁재훈이 불쌍해 MC 용만이 연장전을 제안했으나 결국 홍팀이 승리해 탁재훈은 1무 7패 신화를 썼다.

## 시청률

### 2012년
- AGB닐슨 미디어 리서치에서 공개한 표를 바탕으로 작성한 시청률이다. 빨간색 글씨는 최고 시청률, 파란색 글씨는 최저 시청률을 나타낸다.

| 회차   | 방송일    | 시청률    | 시청률 |
| 회차   | 방송일    | (AGB닐슨) |        |
| ------ | --------- | --------- | ------ |
| 제1회  | 8월 19일  | 3.6%      |        |
| 제2회  | 8월 26일  | 2.7%      |        |
| 제3회  | 9월 2일   | 2.6%      |        |
| 제4회  | 9월 9일   | 2.8%      |        |
| 제5회  | 9월 16일  | 3.3%      |        |
| 제6회  | 9월 23일  | 3.3%      |        |
| 제7회  | 9월 30일  | 3.8%      |        |
| 제8회  | 10월 7일  | 3.9%      |        |
| 제9회  | 10월 14일 | 1.9%      |        |
| 제10회 | 10월 21일 | 3.1%      |        |
| 제11회 | 10월 28일 | 3.3%      |        |
| 제12회 | 11월 4일  | 3.9%      |        |
| 제13회 | 11월 11일 | 4.0%      |        |
| 제14회 | 11월 18일 | 2.8%      |        |
| 제15회 | 11월 25일 | 3.0%      |        |

## 경쟁 프로그램
- 일요일이 좋다
  - 정글의 법칙 (1부 프로그램)
  - 런닝맨 (경쟁 프로그램)

- 해피선데이
  - 남자의 자격 (1부 프로그램)
  - 1박 2일 (경쟁 프로그램)

- 일밤
  - 나는 가수다 II (1부 프로그램)